# マルコ・スタンコヴィッチ (1986年生のサッカー選手)
マルコ・スタンコヴィッチ（セルビア語: Marko Stanković、1986年2月17日 - ）は、オーストリアとセルビアの元サッカー選手。元オーストリア代表。現役時代のポジションはMF。

## クラブ歴
DSVレオーベンでサッカーを始めた。2007年にSKシュトゥルム・グラーツに移籍。
2009年にはUSトリエスティーナ・カルチョ1918に移籍したが、1年半で退団した。
2010年にFKアウストリア・ウィーンに移籍。UEFAチャンピオンズリーグ 2013-14ではFCゼニト・サンクトペテルブルク戦で1アシストを記録した。
2014年にシュトゥルム・グラーツに再加入、2017年にSVリートに移籍した。
2018年1月にロベルティーノ・プグリアラの後釜としてFCプネー・シティに加入。2019年にハイデラバードFCに移籍した。
2020年に33歳で引退を宣言したが、同年に4部のSVレブリングに加入し選手に復帰した。

## 代表歴
アンダー代表としてはオーストリアU-21代表としての出場経験がある。
2008年11月20日に行われたトルコ代表戦でA代表唯一の出場を果たした。

## 私生活
父のデヤン・スタンコヴィッチもサッカー選手。